# Strobilanthes latebrosa
Strobilanthes latebrosa är en akantusväxtart som beskrevs av Ridley. Strobilanthes latebrosa ingår i släktet Strobilanthes och familjen akantusväxter. Inga underarter finns listade i Catalogue of Life.